# Neuhofen an der Krems
Neuhofen an der Krems osztrák mezőváros Felső-Ausztria Linzvidéki járásában. 2020 januárjában 6637 lakosa volt. 

## Elhelyezkedése

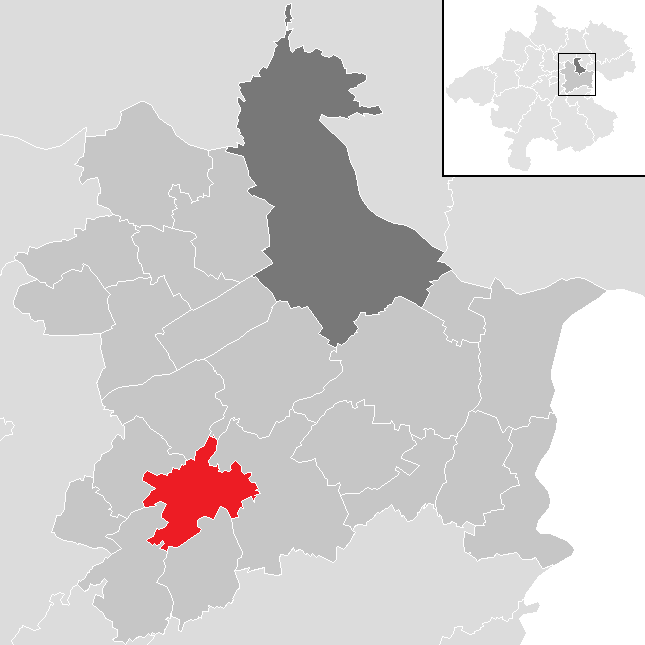
Neuhofen an der Krems a Linzvidéki járásban

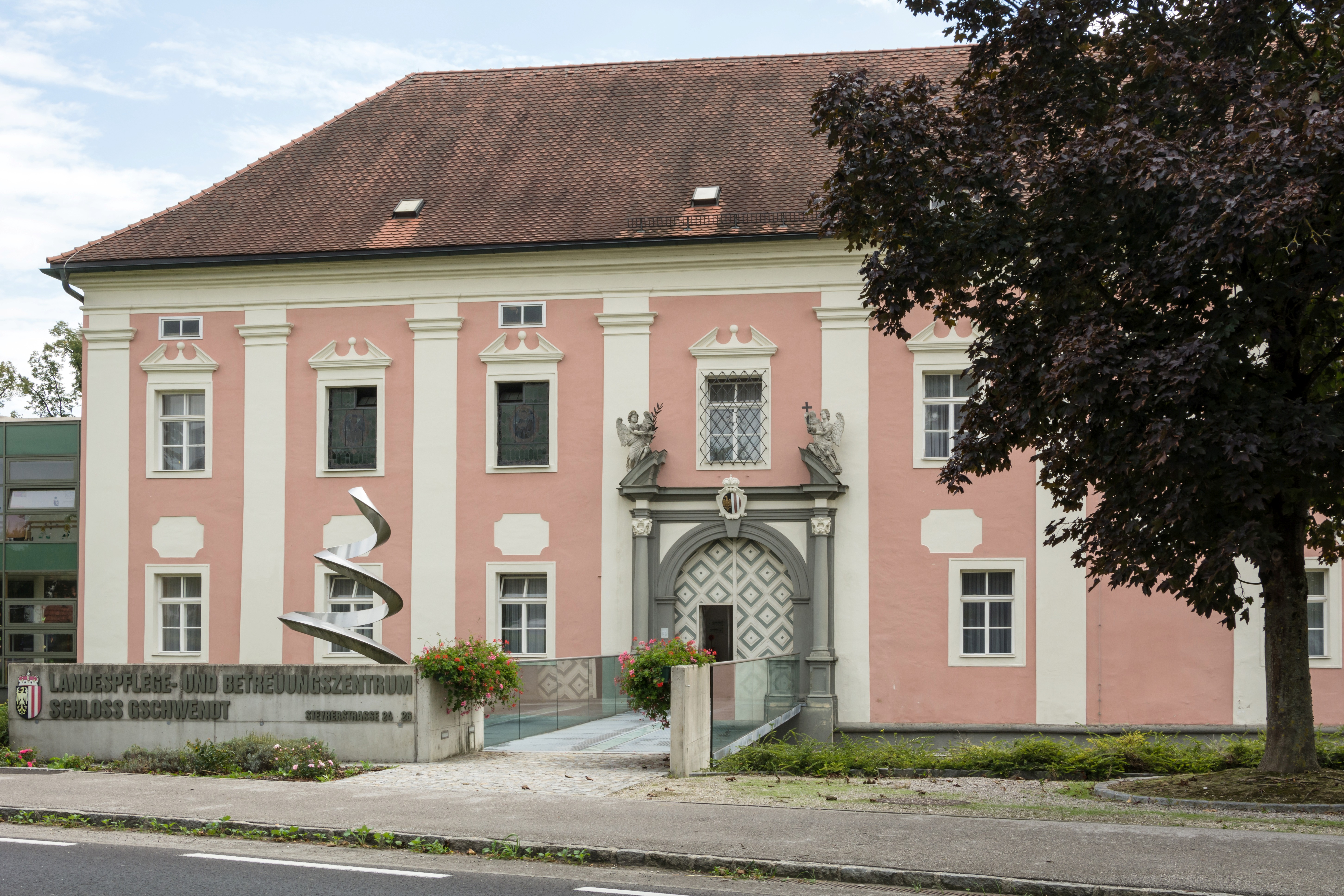
A Gschwendt-kastély

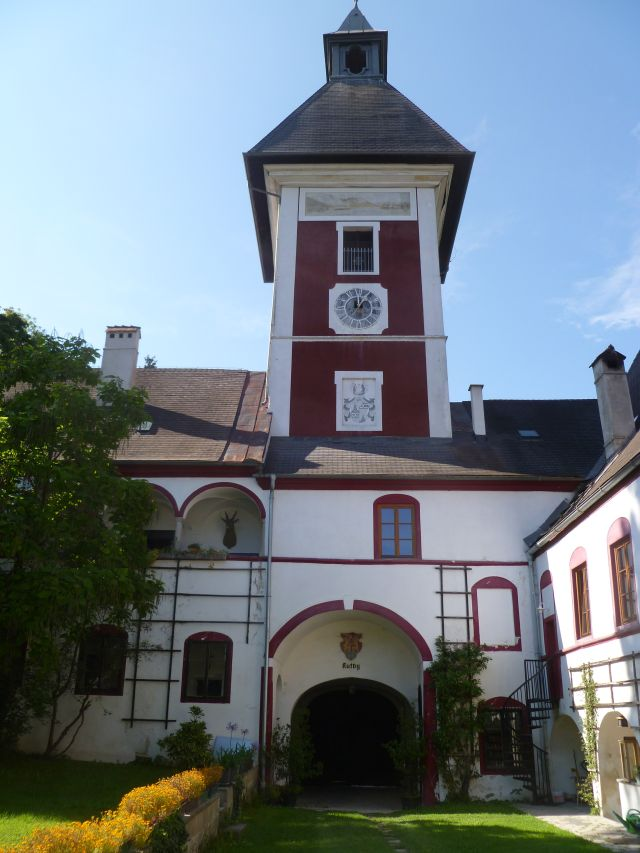
A weißenbergi kastély

Neuhofen an der Krems a tartomány Traunviertel régiójában fekszik az Enns és Traun folyók közötti hátságon, a Krems folyó mentén. Területének 9,5%-a erdő, 74,9% áll mezőgazdasági művelés alatt. Az önkormányzat 9 településrészt, illetve falut egyesít: Dambach, Fischen, Freiling, Gries, Guglberg, Julianaberg, Lining, Neuhofen és Weißenberg.  
A környező önkormányzatok: északra Ansfelden, keletre Sankt Marien, délkeletre Piberbach, délnyugatra Kematen an der Krems, nyugatra Allhaming, északnyugatra Pucking.  

## Története
Neuhofent először 888-ban említik az írott források "Niwanhoua" formában. Térsége eredetileg a Bajor Hercegség keleti határvidékéhez tartozott, a 12. században került át az Osztrák Hercegséghez. 
A napóleoni háborúk során a települést több alkalommal megszállták. 
A köztársaság 1918-as megalakulása után Neuhofen Felső-Ausztria tartomány része lett. Miután a Német Birodalom 1938-ban annektálta Ausztriát, az Oberdonaui gauba sorolták be. A nemzetiszocialista időkben a Gschwendt-kastélyt a linzi elmegyógyintézet kapta meg és Rudolf Lonauer vezetésével tömegesen gyilkolták meg az elmebetegeket. A második világháború után az ország függetlenné válásával Neuhofen ismét Felső-Ausztriához került.

## Lakosság
A Neuhofen an der Krems-i önkormányzat területén 2020 januárjában 6637 fő élt. A lakosságszám 1910 óta gyarapodó tendenciát mutat, 1961 óta több mint kétszeresére duzzadt. 2018-ban a helybeliek 90,2%-a volt osztrák állampolgár; a külföldiek közül 1,5% a régi (2004 előtti), 3,7% az új EU-tagállamokból érkezett. 3% a volt Jugoszlávia (Szlovénia és Horvátország nélkül) vagy Törökország, 1,6% egyéb országok polgára volt. 2001-ben a lakosok 78,9%-a római katolikusnak, 5,1% evangélikusnak, 1,4% ortodoxnak, 3,7% mohamedánnak, 9% pedig felekezeten kívülinek vallotta magát. Ugyanekkor 5 magyar élt a mezővárosban; a legnagyobb nemzetiségi csoportot a német (92,6%) mellett a horvátok (2,2%) és a törökök (1,7%) alkották. 
A népesség változása:

| 2016 | 6 041 |
| 2018 | 6 269 |

## Látnivalók
- a Szt. Máté-plébániatemplom

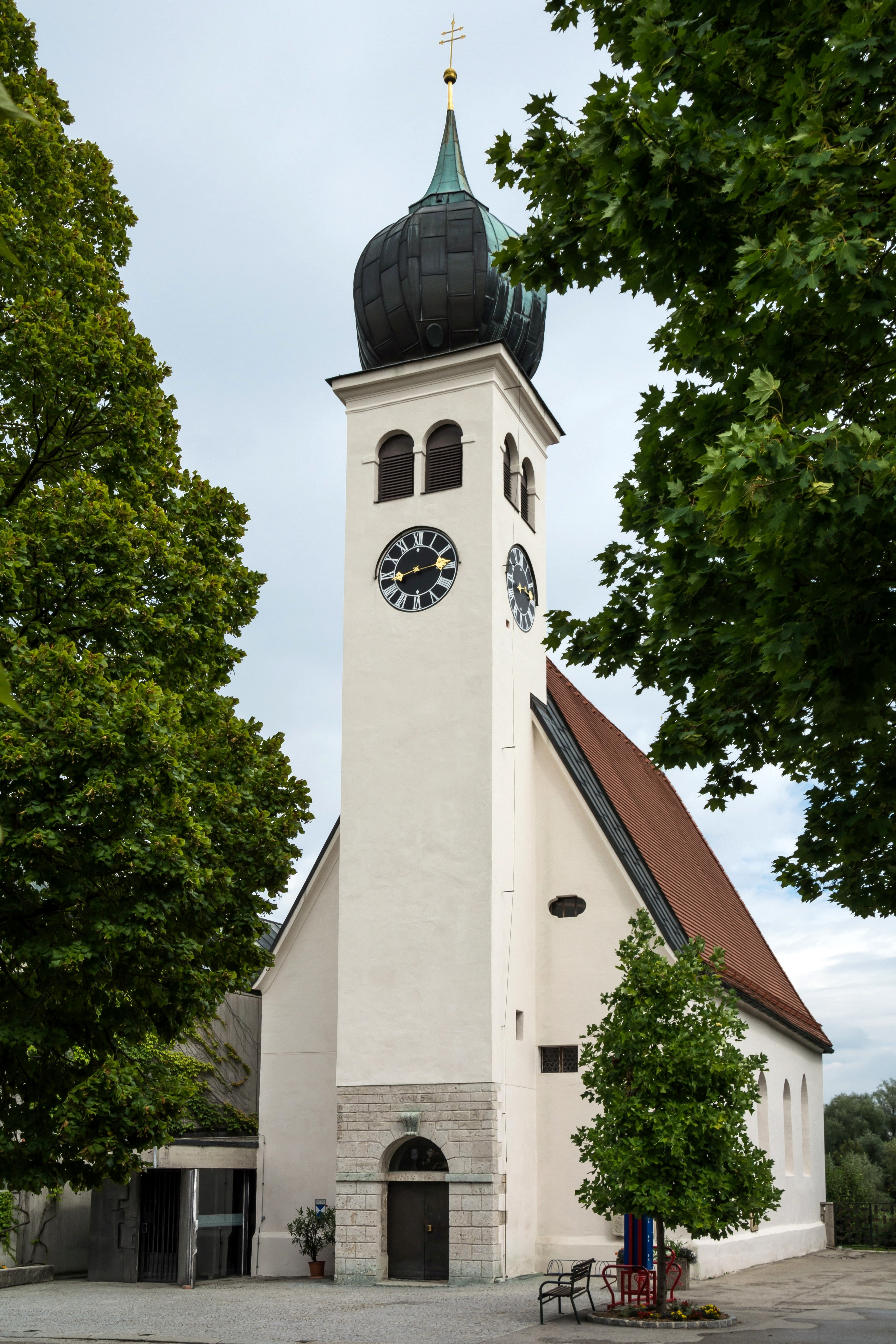
A Szt. Máté-plébániatemplom

- a Gschwendt-kastélyban ma elmegyógyintézet máködik
- a weißenbergi kastély

## Híres neuhofeniek
- Georg von Derfflinger (1606–1695), brandenburgi tábornagy

## Fordítás
- Ez a szócikk részben vagy egészben  a   Neuhofen an der Krems című német Wikipédia-szócikk ezen változatának fordításán alapul.  Az eredeti cikk szerkesztőit annak laptörténete sorolja fel. Ez a jelzés csupán a megfogalmazás eredetét és a szerzői jogokat jelzi, nem szolgál a cikkben szereplő információk forrásmegjelöléseként.